# 弗拉基米尔·伊万诺维奇·科罗廖夫
弗拉基米尔·伊万诺维奇·科罗廖夫（俄语：Владимир Иванович Королёв；1955年2月1日—）是俄罗斯海軍上將。前海军总司令。

## 经历

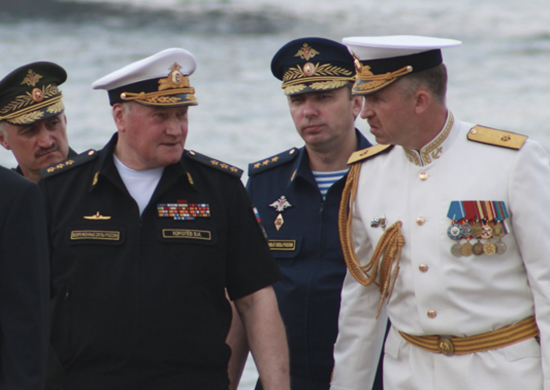
2018年

1955年出生于加里宁州（现特维尔州）卡申區普斯特尼卡村。1972年8月，进入苏联海军服役，历任核潜艇电航中队长、核潜艇协长、潜艇支队副长、核潜艇艇长等职。1992年11月，晋升为北方舰队第24潜艇总队副指挥官。1995年毕业于库兹涅佐夫海军学院，升任北方舰队反潜战斗局局长。2000年至2002年，北方舰队核潜艇总队指挥官。2007年11月，北方舰队副司令。2009年8月至2016年初，历任北方舰队参谋长和第一副司令、黑海艦隊司令、北方舰队司令等要职。2015年11月27日，在总司令维克托·奇尔科夫病假的情况下出任代理总司令。2016年4月，俄罗斯海军总司令。
2019年5月8日，退役。其职位由尼古拉·叶夫梅诺夫海军上将接任。从2019年7月10日起，在俄罗斯联合造船集团公司担任副总裁。

## 军衔
- 海军少将（2001年6月10日）
- 海军中将（2006年12月15日）
- 海军上将（2013年2月20日）[5]

## 荣誉
- 四级祖国功勋勋章（2009年）
- 军功勋章（1996年）
- 海事功勋勋章（2014年）
- 三级在蘇聯武裝力量中為祖國服務勳章（1989年）
- 二级祖国功勋奖章（1989年）